# جهاز كيب

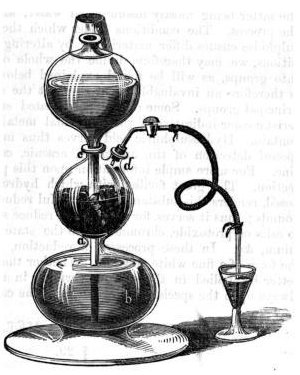
جهاز كيب

جهاز كيب ابتدعه كيب لتحضير الغازات الخفيفة كالهيدروجين. يتركب من قاعدة بصلية وفقاعتين من الزجاج، للعليا منهما فتحة في رأسها وأنبوبة بقاعها تصل إلى القاعدة عبر اختناق بين الفقاعة السفلى والقاعدة، فتوضع قطع الزنك في الفقاعة السفلى، ويصب الحمض المخفف (حمض الكبريت عادة) من فتحة الفقاعة العليا فينحدر متجمعًا في القاعدة دون أن يلامس الزنك.
وفي جانب الفقاعة السفلي صنبور يمكن فتحه أو إغلاقه للتحكم بواسطة ضغط الغاز في صعود الحمض من القاعدة إلى الزنك أو انحساره عنه، فيمكن بذلك الحصول على تيار مستمر من الهيدروجين أو وقفه حسب الطلب.